# Hildigunn Eyðfinsdóttir
Hildigunn Eyðfinsdóttir, född 26 april 1975 är en färöisk skådespelerska.

## Filmografi
- 2000 – The Wake
- 1999 – Bye Bye Bluebird